# Domingo Ruiz de la Vega Méndez
Domingo María Ruiz de la Vega y Méndez (Sevilla, 3 de febrer de 1789 - Madrid, 1871) va ser un polític i jurista espanyol, ministre durant la minoria d'Isabel II d'Espanya.

## Biografia
Encara que sevillà de naixement, des que inicia la formació universitària s'estableix a Granada, i va estudiar dret a la seva universitat, a més de Filosofia, Medicina i Cànons. Va iniciar la seva activitat professional com a advocat, però al cap de poc va ser nomenat catedràtic d'ètica de la universitat granadina. Amb l'arribada del Trienni Liberal que constitueix el parèntesi de la restauració absolutista de Ferran VII, és escollit diputat, sent President i Secretari de les Corts entre 1822 i 1823.
Posat fi al Trienni, com la majoria dels liberals que havien participat en l'experiència democràtica, es va veure obligat a exiliar-se, si escau al Regne Unit, i no tornà a Espanya fins a l'amnistia donada per la reina governadora, Maria Cristina, a la mort del rei i iniciada la regència en nom de la futura Isabel II.
Va ocupar el càrrec de governador d'Àvila, senador i vicepresident del Senat (1863-1866) i en 1838 va accedir al govern com a ministre de Gracia i Justícia.

## Obres
- El Pelayo (Madrid, 1839-40)
- Recuerdos de juventud (Madrid, 1871)